# 포를리체세나도
포를리체세나도(이탈리아어: Provincia di Forlì-Cesena)은 이탈리아 북부 에밀리아로마냐주에 있는 도이다. 면적 2,377 km2, 인구 371,318(2005). 도청은 포를리에 있다. 포를리와 체세나가 중심도시이며, 이 두 도시를 포함한 30개의 자치단체(이탈리아어: comune)가 있다. 포를리체세나도는 무솔리니가 태어난 곳이다.